# Gasolin'
Gasolin' var ett danskt rockband från Christianshavn i Köpenhamn som bildades år 1969 av Kim Larsen (sångare som sedermera blev framgångsrik soloartist), Franz Beckerlee och Wili Jønsson. Bandet splittrades 1978. Deras första trummis var Bjørn Uglebjerg. Denne ersattes av Søren Berlev 1971. Vid grundandet var Franz Beckerlees gitarrspel inspirerat av Jimi Hendrix och Larsens sång och text av Bob Dylan, medan rytmerna av Jønsson och Berlev kom från The Beatles. Dock skulle de snart utveckla sin egen musikaliska stil. Kim Larsens popkänsla, Franz Beckerlees musikaliska attityd och Wili Jønssons musikaliska kompetens skulle visa sig vara en framgångsrik kombination. Gasolin's texter skrevs oftast av hela gruppen, ofta med hjälp av Mogens Mogensen. Gasolin' tillhörde de mest framgångsrika rockbanden i Norden under 1970-talet.[källa behövs] I Sverige slog man dock igenom ordentligt först i mitten av 1970-talet. Albumet Live i Skandinavien såldes i cirka 200 000 exemplar.
Gruppen, som nådde stora framgångar i Skandinavien, spelade en dynamisk rockmusik med inslag av pop, allsång och psykedelisk rock med texter som ofta skildrade livet på samhällets skuggsida. Under slutet av 1970-talet gav gruppen ut skivor även på engelska, men försöken till ett bredare internationellt genombrott, bland annat i USA, misslyckades. Bland Gasolin's största hits kan nämnas "Hva gør vi nu, lille du", "Kvinde min", "Rabalderstræde", "Strengelegen" och "This is my life".
"Hva gør vi nu, lille du" är med i Killinggängets film Fyra nyanser av brunt.

## Historia
1970 släppte Gasolin' sin första singel "Silky Sally." Den följdes av "Child of Institution" och "Johnny The Jackpot". Dessa tre singlar gavs ut i England men floppade. Deras debutskiva och alla efterföljande skivor hade danska texter och gjorde samtliga succé. Bandet sjöng ibland låtar på engelska, men det visade sig att danska var det språk på vilket de kunde uttrycka sig bäst, vilket den danska publiken såväl som kritikerna uppskattade.
Från 1972 till 1978 var Gasolin' det populäraste rockbandet i Danmark. Med producenten Roy Thomas Baker släppte de klassiker som Gasolin' 3, Gas 5 och Efter endnu en dag. Deras sound upplevdes fräscht och innovativt, och har stått emot tidens tand bra. I det avseendet kan Gasolin' liknas vid Beatles. Varje skiva gjorde succé, och precis som The Beatles splittrades de när de var som mest framgångsrika. Anledningen till splittringen var dels misslyckandet att slå igenom på den internationella marknaden, dels personliga meningsskiljaktigheter, men även att Kim Larsen ville fortsätta med sin solokarriär som hade satt fart 1973 med albumet Værsgo.
Efter upplösningen blev Kim Larsen en mycket framgångsrik soloartist. 1983 släppte han skivan Midt om natten, som är det bäst säljande albumet i Danmark någonsin. Wili Jønsson och Søren Berlev fortsatte spela som gigmusiker i olika band. Franz Beckerlee arbetar som artist, men då och då spelar han med Søren Berlev i Christianshavns Bluesband, och 1979 släppte han albumet No Kiddin.
1991 blev cd-samlingen Rabalderstræde Forever en hit, och även samlingsboxen från 2003 The Black Box. 2006 kom filmen Gasolin' 4-ever, regisserad av Anders Østergaard, som blev den mest sedda dokumentärfilmen i Danmark någonsin. Trots detta har Gasolin' alltid vägrat att återförenas.

## Diskografi

### Skivor
- Gasolin' (1971) CBS 64685
- Gasolin' 2 (1972) CBS 65229
- Gasolin' 3 (1973) CBS 65798
- Gasolin' (1974) CBS 80099
- The Last Jim (1974) CBS 80470
- Stakkels Jim (1974) CBS 80549
- Gas 5 (1975) CBS 80993
- Live Sådan (1976 - liveskiva) CBS 88207
- What a lemon (1976) Epic EPC 81436 (NL)
- Efter endnu en dag (1976) CBS 81650
- Gør det noget (1977) CBS 82378
- Killin' Time (1978) CBS 82900
- Live i Skandinavien (1978 - liveskiva) CBS 83240
- Supermix 1 (1980 - samling) CBS 83985
- Supermix (1980 - samling) CBS 84154
- Rabalderstræde Forever (1991 - samling) CBS 467871 1
- Derudaf Forever (1993 - liveskiva) COL 473076 1
- A Foreign Affair (1997 - samling) COL 417177 2
- Gasolin' Forever (1999 - samling) COL 9907-03
- The Early Years (2000 - samling) COL 498472 2
- A Foreign Affair II (2002 - samling) COL 2965-05
- The Black Box (2003 - box) COL 513876 2
- Masser af succes (2009 - samling)

Alla skivor släpptes på CBS eller Columbia Records.

### Icke albumsinglar
- "Silky Sally" / "I've Got to Find The Loser" (1970 - Spectator Records)
- "Child of Institution" / "The Escape" and "W.J." (1970 - Sonet)
- "Johnny The Jackpot" / "Get in Touch with Tomorrow" (1971 - CBS)
- "Holy Jean" / "Lady Rain" (1973 - CBS)
- "Fed lykke til alle" / "I Love You Baby and Truckdriver Blues" (1973 - CBS)
- "Hva' gør vi nu, lille du" / "Keep on Knockin' " (1976 - CBS)
- "Endelig jul igen" / "Get On The Train" (1977 - CBS)
- "Where Do We Go Now, Mon Ami" / "Killin' Time" (1978 - CBS)
- "Uh-Lu-La-Lu" / "Killin' Time" (1978 - CBS)
- "Bob-Shi-Bam (Live)" / "Girl You Got Me Lonely" (Live) (endast 12"/blå vinyl) (1978 - CBS)
- "Dejlig er jorden" / "Endelig jul igen" (1979 - CBS)